# Dungu (territoire)
Le territoire de Dungu est une entité administrative déconcentrée de la province du Haut-Uele en république démocratique du Congo.

## Géographie
Il s'étend au nord-ouest et au centre de la province.

## Commune
Le territoire compte une commune rurale de moins de 80 000 électeurs.
- Dungu, (7 conseillers municipaux)

## Chefferies
Il est composé de 3 collectivités (3 chefferies et aucun secteur) :  
| Subdivision | Statut    |
| ----------- | --------- |
| Malingindu  | Chefferie |
| Ndolomo     | Chefferie |
| Wando       | Chefferie |